# Coelotrypes ripleyi
Coelotrypes ripleyi är en tvåvingeart som beskrevs av Munro 1933. Coelotrypes ripleyi ingår i släktet Coelotrypes och familjen borrflugor. Inga underarter finns listade i Catalogue of Life.